# Sphecodopsis papilla
Sphecodopsis papilla là một loài Hymenoptera trong họ Apidae. Loài này được Eardley mô tả khoa học năm 2007.